# Saint-Mesmes
Saint-Mesmes is een gemeente in het Franse departement Seine-et-Marne (regio Île-de-France) en telt 462 inwoners (1999). De plaats maakt deel uit van het arrondissement Meaux.

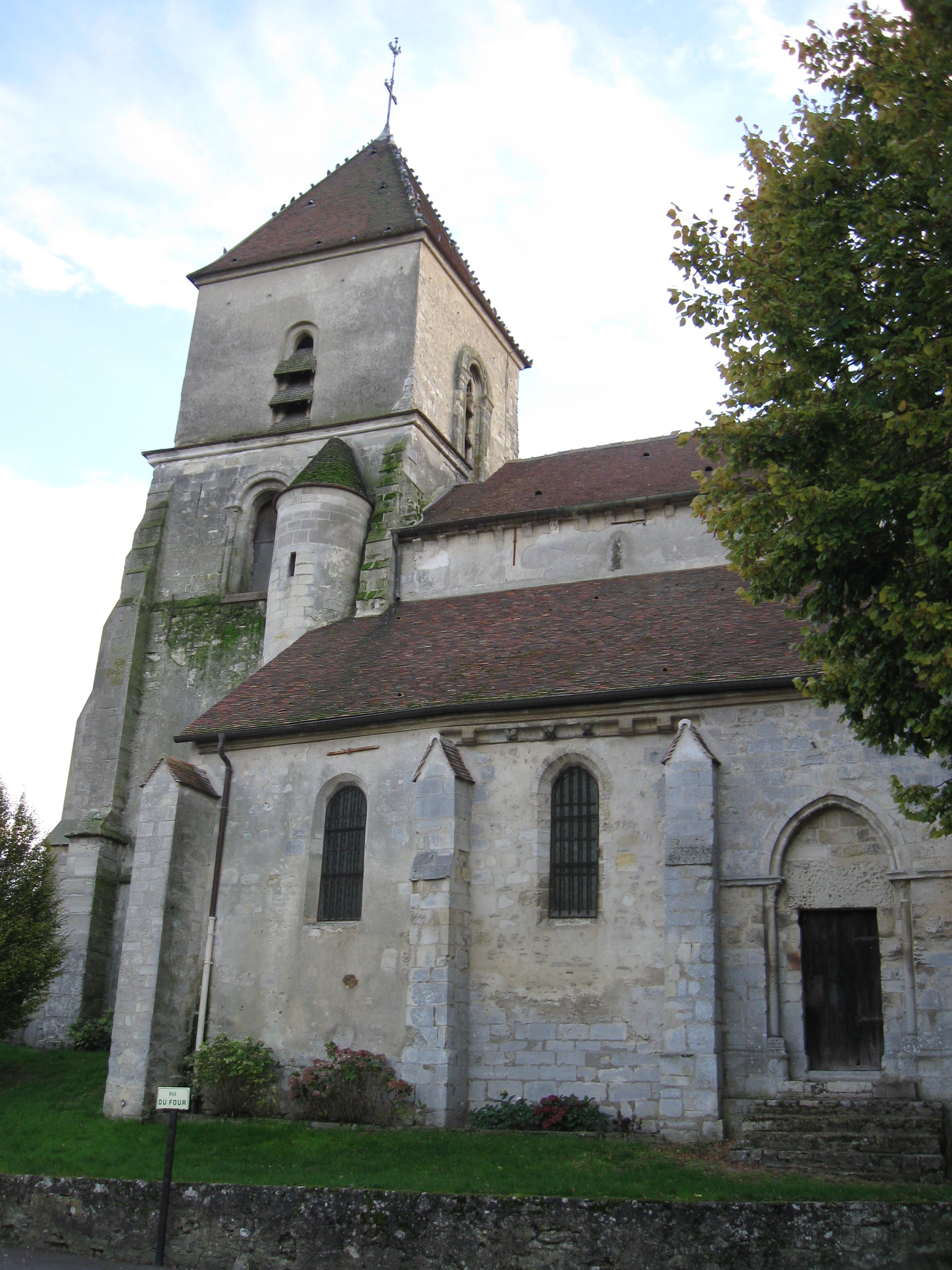
Kerk van Saint-Mesmes
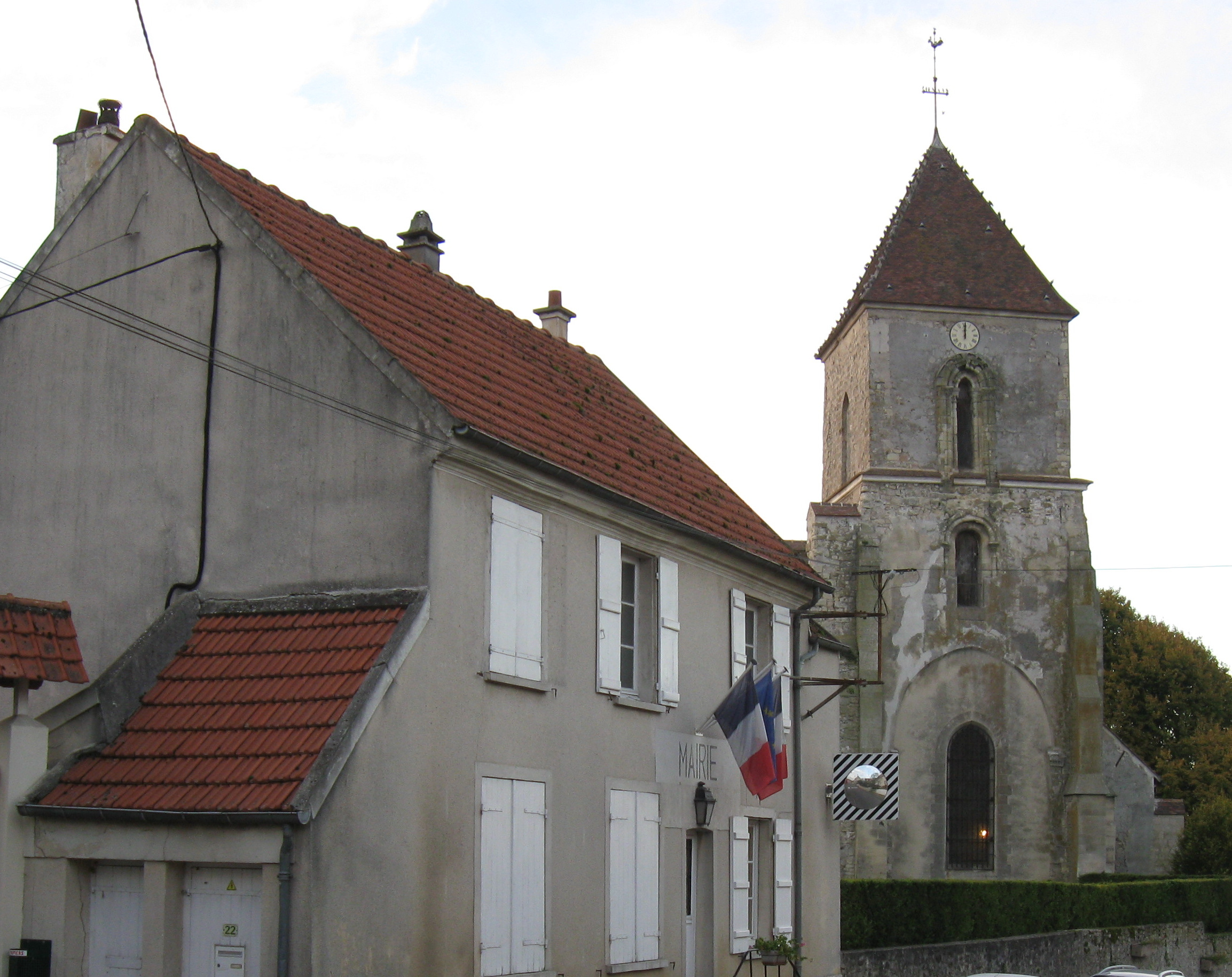
Gemeentehuis

## Geografie
De oppervlakte van Saint-Mesmes bedraagt 7,8 km², de bevolkingsdichtheid is 59,2 inwoners per km².
De onderstaande kaart toont de ligging van Saint-Mesmes met de belangrijkste infrastructuur en aangrenzende gemeenten.

## Demografie
Onderstaande figuur toont het verloop van het inwonertal (bron: INSEE-tellingen).